# Scotinella divesta
Scotinella divesta là một loài nhện trong họ Phrurolithidae.
Loài này thuộc chi Scotinella. Scotinella divesta được Willis J. Gertsch miêu tả năm 1941.